# Aidy Bryant
Aiden Mackenzy "Aidy" Bryant (Phoenix, 7 de maig de 1987) és una actriu i comediant estatunidenca, reconeguda per la seva participació recurrent en l'elenc del programa de televisió Saturday Night Live, que va iniciar en la temporada 38.
Va ser promoguda a l'elenc principal durant la seva segona temporada al programa. El 2013 va obtenir un paper recurrent en la segona temporada del programa Comedy Bang Bang, en la qual interpreta a la productora de la part del xou. Bryant també va realitzar una aparició no acreditada en la pel·lícula The Amazing Spider-Man 2: Rise of Electron.
El 2017 va posar la veu de l'ovella Ruth en la pel·lícula infantil nadalenca The Star.

## Filmografia

### Cinema
| Any  | Títol                    | Paper                             | Notes |
| ---- | ------------------------ | --------------------------------- | ----- |
| 2014 | The Amazing Spider-Man 2 | Dama de l'Estàtua de la Llibertat |       |
| 2014 | Kids                     | Sarah                             | Curt  |
| 2015 | Prom Queen               | Professor #1                      | Curt  |
| 2016 | Brother Nature           | Dana Curlman                      |       |
| 2016 | Darby Forever            | Darby                             | Curt  |
| 2017 | The Big Sick             | Mary                              |       |
| 2017 | The Star                 | Ruth (veu)                        |       |
| 2018 | I Feel Pretty            | Vivian                            |       |

### Televisió
| Any          | Títol                                       | Paper                       | Notes                                            |
| ------------ | ------------------------------------------- | --------------------------- | ------------------------------------------------ |
| 2012–2014    | Shrink                                      | Kendra Harnz                | 3 episodis; també va escriure 2 episodis         |
| 2012–present | Saturday Night Live                         | Diversos personatges        | 115 episodis                                     |
| 2012         | Saturday Night Live Weekend Update Thursday | Jutge / Patró / Dona        | 2 episodis                                       |
| 2013         | Comedy Bang! Bang!                          | Part Productor              | 2 episodis                                       |
| 2014         | The Greatest Event in Television History    | Amy                         | Episodi: "Bosom Buddies"                         |
| 2015         | Broad City                                  | Allie                       | Episodi: "St. Marks"                             |
| 2015         | Documentary Now!                            | Anne Severino               | Episodi: "A Town, a Gangster, a Festival"        |
| 2015         | The Awesomes                                | personatge desconegut (veu) | 2 episodis                                       |
| 2015–2017    | Girls                                       | Abigail                     | 4 episodis                                       |
| 2016         | Horace and Pete                             | Alice Wittel                | 4 episodis                                       |
| 2017         | Danger & Eggs                               | D.D. Danger (veu)           | 13 episodis                                      |
| 2017         | At Home with Amy Sedaris                    | Mulaak                      | Episodi: "Out of This World"                     |
| 2018         | Portlandia                                  | Pacient                     | Episodi: "Shared Workspace"                      |
| 2018         | Unbreakable Kimmy Schmidt                   | Tabby Bobatti               | Episodi: "Party Monster: Scratching the Surface" |
| 2019         | Shrill                                      | Annie                       | Main cast                                        |